# Doassansiales
Doassansiales es un orden de hongos, clase Exobasidiomycetes, división Basidiomycota. 

## Familias
- Doassansiaceae
- Melaniellaceae
- Rhamphosporaceae